# Дмитриев, Николай Александрович (физик)
Никола́й Алекса́ндрович Дми́триев (27 декабря 1924, Москва — 23 сентября 2000, Саров) — советский математик и физик-теоретик, один из участников атомного проекта в СССР. Лауреат Сталинской премии первой степени и Государственной премии СССР.

## Биография

### Детство
Николай Александрович родился 27 декабря 1924 года в Москве. Вскоре его семья оказалась в Тобольске, куда был выслан его отец, болгарин по национальности и бывший офицер императорской армии. Мальчик рано проявил значительные интеллектуальные способности, в 6 лет уже решал трудные алгебраические и геометрические задачи, читал тома всеобщей истории. Знакомый отца послал в Наркомпрос РСФСР письмо о необыкновенном ребёнке, и в 1933 году 9-летнего мальчика вызвали на экзамен в Москву.
Проводившая экзамен комиссия под председательством наркома просвещения А. С. Бубнова и его заместителя Н. К. Крупской была удивлена широтой познаний ребёнка. Один из экзаменаторов заявил:

У ребёнка чрезвычайно большой объём знаний. Несомненно, мы имеем дело с исключительной одарённостью. Такие явления встречаются раз в столетие. Этот ребёнок — типа Паскаля.

После экзамена семью перевели в столицу и поселили на Садовом кольце в одном доме с Д. Ф. Ойстрахом. Мальчику назначили стипендию в 500 рублей (зарплата отца была в 2 раза ниже), каждые 10 дней он посещал занятия у академика Н. Н. Лузина.

### Университет
В 15 лет Н. А. Дмитриев поступил на мехмат МГУ. Ещё до окончания в 1945 году университета начал заниматься в семинаре академика А. Н. Колмогорова. Академик считал работы Дмитриева по теории вероятностей многообещающими. В апреле 1946 года Николай Александрович становится аспирантом Математического института АН СССР имени Стеклова.

### Атомный проект
В начале осени 1946 года познакомился с Я. Б. Зельдовичем, в ноябре перешёл к нему в теоретический отдел Института химической физики. С августа 1948 года трудился в КБ-11 в Арзамасе-16 в группе физиков-теоретиков под руководством всё того же Я. Б. Зельдовича. В группе трудились также Д. А. Франк-Каменецкий, В. Б. Адамский, Г. М. Гандельман, Е. И. Забабахин и Е. А. Негин. Группа занималась разработкой атомных зарядов, её математическое сопровождение осуществлялось группой М. М. Агреста.
Научные работы Дмитриева посвящены исследованиям неполного взрыва, теории возмущений, физике высоких температур и давлений, теории систем ПВО.
КБ-11 прорабатывало разные проекты будущей бомбы: «труба», «слойка», «раствор»; из соображений секретности каждый сотрудник работал только над одним проектом. Поскольку каждый проект требовал теоретической проработки с использованием сложного математического аппарата, то в 1949 году А. Сахаров добился разрешения Л. Берии для Дмитриева работать по нескольким проектам, включая проект «слойка».
Теоретические работы Дмитриева позволили закрыть неперспективные работы, включая «растворные системы» Г. Н. Флёрова, которые Дмитриев забраковал как основной проект для создания атомного оружия.
Большую роль сыграли работы Дмитриева в создании термоядерной бомбы. Он провёл расчёты по предложенному А. Сахаровым двухступенчатому термоядерному заряду. Для обжатия термоядерного горючего предлагалось использовать не только атомный взрыв, но и радиационную имплозию — энергию рентгеновского излучения самого атомного заряда. Дмитриев решил для этого автомодельные уравнения в частных производных, придав им замкнутую математическую форму.
Член Российской коммунистической рабочей партии с 1991 года.

## Научное творчество
В 1947 году Дмитриев в соавторстве с А. Н. Колмогоровым публикует статью о ветвящихся процессах, в которой впервые появился этот термин. Николай Александрович впервые независимо от Клауса Фукса разработал теорию возмущений для уравнения переноса. В 1962 году вывел точную формулу для давления в холодном кристалле.

## Награды
- орден Ленина (1961 год)
- два ордена Трудового Красного Знамени (1949 и 1951 годы)
- Сталинская премия первой степени — в соответствии с пунктом 3 постановления Совета Министров СССР от 6 декабря 1951 года № 4964-2148сс/оп «О награждении и премировании за выдающиеся научные работы в области использования атомной энергии, за создание новых видов изделий РДС, достижения в области производства плутония и урана-235 и развития сырьевой базы для атомной промышленности»
- Государственная премия СССР (1972 год)

## Интересные факты
Дмитриев Николай Александрович отказался от учёной степени доктора физико-математических наук по совокупности научных трудов по созданию атомной бомбы без защиты диссертации.
В 1954 году Николай Александрович читал лекции по физическим основам термоядерных бомб для руководителей КБ-11 (Арзамас-75) во главе с Ю. Б. Харитоном.
В 1973 году Николай Александрович написал письмо Л. И. Брежневу, где излагал свои мысли по вопросам внешней политики. Результатом письма был обыск на его рабочем месте, при котором были найдены черновики записей его воспоминаний со словами «атомная бомба», статей на политические темы. Запись слов «атомная бомба» было нарушением секретности на режимном предприятии. Было заведено его персональное дело, тянувшееся 9 месяцев. При разбирательстве Николай Александрович по ряду моментов счёл себя виновным — «держал в беспорядке записи, не был точен в высказываниях и даже допускал непродуманные суждения». В результате Н. А. Дмитриеву объявили строгий выговор.

## Отзывы
Академик Ю. Б. Харитон в предисловии к книге «In the Intermissions…» (Ed. Yu. A. Trutnev: World Scientific, 1998):

Арзамасская школа теоретической физики и её творческий стиль своим формированием обязаны «суперзвёздам» советской физики и математики, таким как Н. Н. Боголюбов, Н. А. Дмитриев, Д. А. Франк-Каменецкий, М. А. Лаврентьев, Л. В. Овсянников, И. Я. Померанчук, А. Д. Сахаров (лауреат Нобелевской премии 1975 года), И. Е. Тамм (лауреат Нобелевской премии 1958 года), В. С. Владимиров, Я. Б. Зельдович.

Академик Я. Б. Зельдович:

У Коли — может, единственного среди нас — искра Божия. Можно подумать, что Коля такой тихий, скромный мальчик. Но на самом деле мы все трепещем перед ним, как перед высшим судиёй.

Академик А. Д. Сахаров:

Все последующие годы он делал много больше большинства сотрудников мат. сектора, но всё время остаётся чувство неудовлетворённости от мысли, что он мог бы в другой области сделать не много, а что-то качественно иное, исключительное. Коля всегда интересовался общими вопросами — философскими, социальными, политическими. В его позиции по этим вопросам ярко проявлялись абсолютная интеллектуальная честность, острый, парадоксальный ум. Коля был одним из немногих, не обменявших медаль лауреата Сталинской премии на медаль лауреата Государственной премии.

### Список произведений
- Колмогоров А. Н., Дмитриев Н. А. Ветвящиеся случайные процессы // Доклады АН СССР : журнал. — М., 1947. — Т. 56, вып. 1. — С. 7—10.
- Избранные труды. Теоретическая физика. Математика. — Саров: ФГУП «РФЯЦ-ВНИИЭФ», 2004. — 511 с.